# Potijze Burial Ground Cemetery
Potijze Burial Ground Cemetery is een Britse militaire begraafplaats met gesneuvelden uit de Eerste Wereldoorlog, gelegen in de Belgische stad Ieper, 1900 m ten noordoosten van de Grote Markt, in het gehucht Potyze. De begraafplaats werd ontworpen door Reginald Blomfield en wordt onderhouden door de Commonwealth War Graves Commission. Het terrein heeft een onregelmatige vorm met een oppervlakte van 4.420 m² en is omgeven door een bakstenen muur. Het Cross of Sacrifice staat aan de westelijke kant en de Stone of Remembrance staat aan de oostelijke kant van de begraafplaats. Ongeveer 300 m noordwestelijker liggen nog drie andere Britse oorlogsbegraafplaatsen in dit gehucht: Potijze Chateau Wood Cemetery, Potijze Chateau Lawn Cemetery en Potijze Chateau Grounds Cemetery.
Er rusten 586 doden.

## Geschiedenis
Het gehucht Potyze was bijna de hele oorlog in Britse handen. Hier bevond zich het domein met kasteel dat de Britten 'White Château' noemden. Niettegenstaande dat het kasteel dikwijls artilleriebeschietingen te verduren had, was het ingericht als een Advanced Dressing Station (medische post). Tijdens de Tweede Slag om Ieper waren er eveneens de hoofdkwartieren van de 27ste divisie gevestigd. De aanwezigheid van nog drie begraafplaatsen in de omgeving geeft een indicatie van het hoge aantal slachtoffers welke tijdens deze strijd zijn gesneuveld. De begraafplaats werd gebruikt tussen april 1915 en oktober 1918.
Er liggen 580 Britten (waarvan er 21 niet geïdentificeerd konden worden), 3 Australiërs, 1 Canadees en 2 Duitsers begraven.
De begraafplaats werd in 2009 als monument beschermd.

## Graven

### Onderscheiden militairen
- onderluitenant Robert Johnman Dewar, sergeant A.R. Morgan, drummer G. Ratcliffe en soldaat John Joseph Nimmo werden onderscheiden met de Distinguished Conduct Medal (DCM).

### Minderjarige militairen
- Ronald Jolly, schutter bij het King's Royal Rifle Corps was slechts 15 jaar toen hij sneuvelde.
- Edward Yates, soldaat bij de Sherwood Foresters (Notts and Derby Regiment) en Donald Eric Little, soldaat bij de Durham Light Infantry waren 16 jaar toen ze sneuvelden.
- T.G. Frost, soldaat bij het Middlesex Regiment was 17 jaar toen hij sneuvelde.

### Aliassen
- soldaat James Duffy diende onder het alias James Harvey bij de Durham Light Infantry.
- soldaat Victor Vandermotten diende onder het alias Victor O'Neil bij de Scots Guards.
- soldaat Hugh Moore diende onder het alias Hugh Hague bij de Grenadier Guards.
- soldaat David Marshall-Muir diende onder het alias David Muir bij de Scots Guards.